# Jean-Edern Hallier
Pour les articles homonymes, voir Hallier.
Jean-Edern Hallier, né le 1er mars 1936 à Saint-Germain-en-Laye et mort le 12 janvier 1997 à Deauville, est un écrivain, polémiste, pamphlétaire, journaliste, critique littéraire et animateur de télévision français. Il est le créateur du prix anti-Goncourt et du journal L'Idiot international.

## Biographie

### Origines et jeunesse
Jean-Edern Hallier est le fils d'André Hallier (1892-1988), saint-cyrien de la promotion de Montmirail (1912-1914), général de l'Armée française, héros de la Première Guerre mondiale, puis attaché militaire en Hongrie, lui-même fils de militaire et propriétaire d’un manoir familial à Edern, dans le Finistère.
Protestante d’origine alsacienne et juive selon Jean-Edern Hallier, sa mère, Marguerite Leleu (1903-1984), est la fille de l'industriel Auguste Leleu (1868-1940), domicilié dans un hôtel particulier à Saint-Germain-en-Laye. L'arrière-grand-père paternel, Adolphe Hallier, servit Pedro II, l'empereur du Brésil, comme directeur de son arsenal puis directeur de la Monnaie.
André Hallier et Marguerite Leleu ont eu deux enfants, Jean-Edern et Laurent (né en 1937). Durant le premier accouchement de cette dernière, les médecins ont recours aux forceps et l’enfant naît éborgné. Jean-Edern Hallier porte un œil de verre mais entend bâtir une légende autour de son infirmité, écrivant avoir été blessé durant son séjour en Hongrie avec ses parents.
Jean-Edern Hallier se veut très tôt écrivain : il rencontre Jean Cocteau à l'âge de 15 ans puis Jean Paulhan, qui lui ouvre sa bibliothèque de la rue des Arènes. Son meilleur ami est Jean-René Huguenin. Tous deux écrivent pour des revues comme Arts et La Table ronde. En 1958, ils envisagent, avec Philippe Sollers, de fonder une revue,. Hallier fréquente aussi Pierre-André Boutang qu'il a rencontré dans le cercle d’amis de Roland Laudenbach au siège des éditions de la Table ronde.
Il rencontre cette année-là Bernadette Szapiro, fille de l'écrivain belge Béatrix Beck. De leur relation naît une fille, Béatrice Szapiro, que Jean-Edern Hallier ne reconnaîtra qu'en 1984 alors qu'elle est âgée de 26 ans,.
Se situant à ses débuts dans la mouvance du Nouveau Roman, Hallier cofonde avec Philippe Sollers et quelques jeunes auteurs la revue Tel Quel, qu'il dirige en mars 1960 et de la rédaction de laquelle il sest exclu en février 1963, après une virée rocambolesque de Philippe Sollers et de ses amis dans la famille d'Hallier en Suisse.
La même année, Hallier publie son premier roman, Les Aventures d'une jeune fille, salué par Pierre Klossowski et par Michel Foucault.

### Activités littéraires et audiovisuelles (1969-1979)
Il crée, avec François Coupry et François de Negroni, les Éditions Hallier, qui publient une trentaine de livres. Reprises en 1978 par Albin Michel, elles deviennent les Éditions Libres Hallier. Homme de média, Hallier a hébergé en 1977 la première radio pirate déclarée — « Radio Verte », de tendance écologiste — faisant beaucoup parler d'elle, comme écho d'un phénomène nouveau. Durant cette même époque, dans la lignée des événements de Mai 68 (auxquels il aurait pris part), il a également créé, l'année suivante (octobre 1969), le journal satirique L'Idiot international — patronné à ses débuts par Simone de Beauvoir qui, par la suite, prendra ses distances avec le journal —, ce qui vaudra plus tard à Hallier d'être accusé d'entretenir un réseau « rouge-brun ». Aux yeux de certains journalistes, le polémiste est d'autant plus suspect qu'il entamme depuis quelques années, un dialogue avec Alain de Benoist, publiant notamment un de ses essais aux éditions Libres-Hallier (filiale des Éditions Albin Michel) : Les Idées à l'endroit (1979)[réf. à confirmer].
En février 1973, lors de la parution de La Cause des Peuples, il arrive finalement à être interviewé par Pierre de Boisdeffre et conclut en disant : « Croyez bien que ce livre est un livre d'humour. » En décembre 1973, il part pour le Chili du temps de Pinochet avec des fonds rassemblés par Régis Debray (3 000 dollars) pour la résistance chilienne et reviendra sans l'argent (il en aurait seulement remis le tiers). L'année suivante, il publie Chagrin d'amour (1974), dont il fait la promotion dans Ouvrez les guillemets de Bernard Pivot, qui déclare : « Cet écrivain sera un jour à l'Académie française. » Il s'y présente trois fois mais ne parvient jamais à y être élu.

### Activités audiovisuelles et politiques (1979-1997)
En 1979, il publie un pamphlet anti-giscardien, Lettre ouverte au colin froid, dénonçant notamment son libéralisme économique inspiré des États-Unis, ses louanges de la social-démocratie, le marketing politique ou encore l'anglicisation à outrance du français. Il est régulièrement la cible de railleries de la part de l'humoriste Pierre Desproges dans l'émission Le Tribunal des flagrants délires.
En 1981, Jean Dutourd soutient, seul parmi les académiciens, une candidature de Jean-Edern Hallier à l'Académie française.
En 1982, l'écrivain est soupçonné d'avoir simulé son propre enlèvement (le 25 avril), revendiqué par de mystérieuses « Brigades révolutionnaires françaises » et par la suite, il est soupçonné d'avoir commandité un attentat contre l'appartement de Régis Debray, détruit par une explosion le 21 juillet. Les sources de ces faits rapportés sont nombreuses : L'auteur de l'essai Jean-Edern Hallier ou le narcissique parfait (2005, éditions Albin Michel), François Bousquet, a confirmé le fait, ainsi que Gilles Ménage. En 1975, il aurait déjà commandité un mini-attentat chez Françoise Mallet-Joris, juré Goncourt, afin de protester contre les magouilles des prix littéraires : la seule conséquence de ce geste est un feu de paillasson.
Écrivain pamphlétaire et habitué des coups d'éclat médiatiques, Jean-Edern Hallier s'est montré particulièrement féroce envers le pouvoir socialiste et François Mitterrand — dont il est un temps considéré comme proche — en menaçant de révéler l'existence de sa fille cachée, Mazarine Pingeot, son passé lié au maréchal Pétain et son cancer, dans un pamphlet, L'Honneur perdu de François Mitterrand, qu'il ne parviendra à publier qu'en 1996. Selon Hallier, le président de la République serait parvenu, grâce au système des écoutes, à faire détruire le manuscrit avant sa publication en 1984. Cette hostilité aurait eu pour origine des promesses non tenues (présidence d'une chaîne de télévision ou ambassade). Selon André Rousselet, Hallier se targue d'avoir eu des compliments de François Mitterrand sur son talent littéraire. Ce dernier n'aurait pas découragé les prétentions de l'écrivain à se voir confier une chaîne de télévision. Rousselet le décrit comme « un homme aigri, dévoré d'obstination revendicatrice et vindicative. […] Il veut « sa » chaîne. Il l'exige. Et comme il voit s'éloigner les chances de l'obtenir, il passe rapidement de la prétention à l'exaspération et des réclamations à la menace ».
En juin 1991, National Hebdo affirme que Jean-Edern Hallier va rallier le Front national. Dans un entretien accordé au Monde, l'écrivain dément, mais ajoute : « Le Pen représente beaucoup de Français de la France profonde. Il faut réconcilier Doriot et Thorez », tout en se déclarant « de gauche ».
Il s'est aussi attaqué, durant cette même période, à l'homme d'affaires Bernard Tapie dans L'Idiot international en 1989 et en 1991, puis en publiant son casier judiciaire en 1993,,. Il attaque violemment Jack Lang, quant au financement de son appartement de la place des Vosges mais il est condamné à plusieurs reprises pour ces calomnies,. D'autres nombreuses personnalités ont aussi été violemment attaquées à cette époque, cela, jusqu'à son décès en 1997,,.
Il représente aussi le fer de lance de l’opposition de droite et de l'extrême gauche, notamment du PCF, ceci étant matérialisé par le rapprochement avec certains de ses dirigeants et par leur accès donné aux colonnes du journal l'Idiot international, le PCF en déclin voulant tirer parti de la popularité grandissante d'Hallier. A cette époque, celui-ci se retrouve également au centre d'une polémique audiovisuelle, voire politique, avec la parution en mai 1993 dans l'Idiot international d'un article intitulé « Vers un Front national », théorisant les convergences entre l’extrême gauche et l’extrême droite et évoquant une nouvelle couleur politique, « le rouge-brun ». La polémique suscitée accélère la mort du journal.
Cette parenthèse aussi refermée, il se tourne essentiellement dès lors, vers l'audiovisuel littéraire et, mué en Critique littéraire, il anime également deux émissions littéraires respectives (voir : Liste d'émissions de télévision littéraires en France) : sur Paris Première avec le Edern's Club, où il jette fréquemment les livres par-dessus son épaule ou dans une poubelle et, en parallèle sur M6, avec À l'ouest d'Edern, émissions dont le verbiage fait aussi particulièrement réagir les critiques, les médias et la presse.
Durant les dernières années de sa vie, Jean-Edern Hallier s'est également adonné à la peinture. Il est l'auteur de nombreux portraits.
Il parvient tout de même à publier son livre L'Honneur perdu de François Mitterrand en février 1996, bien que la menace sur sa personne perdure même après 1995, ce que confirme l'ex-ministre de l'Intérieur Jean-Louis Debré qui, après enquête, alerta le service de protection des personnalités. Ceci suscita des rumeurs quant à sa mort à bicyclette, victime d'une crise cardiaque.

### Mort
Jean-Edern Hallier meurt le 12 janvier 1997 d'une hémorragie interne après une chute à vélo,. Il aurait dû déjeuner quelques heures plus tard avec Karl Zéro, journaliste par ailleurs appelé pour l'identification du cadavre.
Selon Bruno de Cessole, peu de temps après la découverte du corps, il aurait été constaté que le coffre-fort de sa chambre d'hôtel — lequel aurait contenu des photocopies de documents concernant François Mitterrand et Roland Dumas — est vide. Son meuble de l'appartement parisien avenue de la Grande-Armée aurait également fait l'objet d'une visite semblable.
L'hypothèse de son assassinat est plusieurs fois avancée, notamment par son frère, Laurent Hallier, dans une entrevue accordée à Christian Lançon pour le magazine Généreux en novembre 1998, ou par le même Christian Lançon et Dominique Lacout dans La Mise à mort de Jean-Edern Hallier. Cependant, les plaintes déposées contre X n'ont pas été jugées recevables.
L'écrivain est enterré cinq jours après sa mort au cimetière d'Edern (Finistère),,. Une messe est célébrée en sa mémoire un an après sa mort en l'église paroissiale du village.

### Vie privée
Jean-Edern Hallier est père de trois enfants : Béatrice Szapiro (née en 1958 de sa liaison avec Bernadette Szapiro, fille de l'écrivain belge Béatrix Beck) ; Ariane Hallier (née en 1967, de son mariage avec Anna Devoto-Falck, héritière du Gruppo Falck) ; Frédéric-Charles Hallier (né en 1981, d'une troisième union, avec Marie-Christine Cappelle).

## Procès
De juillet à octobre 1989, Jean-Edern Hallier et son journal sont condamnés à verser 250 000 F à Jack Lang et à son épouse pour « diffamation et injures publiques », puis 100 000 F à Christian Bourgois pour « propos injurieux et atteinte à la vie privée », 300 000 F à Georges Kiejman pour « injures, diffamation et atteinte à la vie privée » et enfin, 400 000 F à Bernard Tapie pour des « atteintes d'une gravité exceptionnelle que ni l'humour ni les principes régissant la liberté de la presse ne sauraient justifier », selon les termes du tribunal correctionnel de Paris.
En juillet 1991, Jean-Edern Hallier est condamné à cinquante mille francs d'amende et quatre-vingt mille francs de dommages-intérêts à plusieurs associations antiracistes, pour « provocation à la haine raciale », par la 17e chambre du tribunal correctionnel de Paris, à la suite des « qualificatifs outrageants ou abjects s'appliquant à désigner les juifs comme la lie de l'humanité » dans un éditorial de L'Idiot international publié pendant la guerre du Golfe.
En septembre de la même année, l'écrivain est condamné à payer 800 000 F de dommages-intérêts à Bernard Tapie pour publication, dans L'Idiot international, de propos « diffamatoires, injurieux et attentatoires à sa vie privée ».
À la suite de ses multiples condamnations judiciaires, L'Idiot international cesse de paraître, le journal ne pouvant plus faire face à ses dettes à cause de trop nombreux procès intentés contre lui.
À l'inverse en 2005, dans le dossier Hallier de l'affaire des écoutes de l'Élysée, l'ancien directeur-adjoint du cabinet de Mitterrand, Gilles Ménage et le chef de la « cellule Élysée », Christian Prouteau sont condamnés pour écoutes illégales. Ont également été condamnés par le tribunal correctionnel de Paris l'ancien directeur de cabinet de Pierre Mauroy, Michel Delebarre et l'ancien directeur de cabinet de Laurent Fabius, Louis Schweitzer. La justice a ensuite condamné en 2008 l'État à indemniser le fils, la fille et le frère de Jean-Edern Hallier.

## Œuvres

### Publications
- Les Aventures d'une jeune fille (1963)
- Rapt de l'imaginaire (1964)
- Le Grand écrivain (1967)
- La Cause des peuples (1972)
- Chagrin d'amour (1974)
- Le premier qui dort réveille l'autre (1977) Prix Bretagne
- Chaque matin qui se lève est une leçon de courage (1978)
- Romans. Œuvres complètes (1978, 1982, 1994, 1997)
- Lettre ouverte au colin froid (1979)
- Fin de siècle (1980)
- Un barbare en Asie du Sud-Est (1980)
- Bréviaire pour une jeunesse déracinée (1982)
- L'Enlèvement (1983)
- Le Mauvais esprit, avec Jean Dutourd (1985)
- L'Évangile du fou (1986)
- Carnets impudiques (1988)
- Conversation au clair de lune (avec Fidel Castro), Éditions Messidor (1990)
- Le Dandy de grand chemin, conversations avec Jean-Louis Remilleux (1991)
- La Force d'âme (1992)
- Je rends heureux (1992)
- Les Français, dessins, éditions Ramsay (1993)
- Le Refus ou la leçon des ténèbres (1994)
- L'Honneur perdu de François Mitterrand (1996)
- Les Puissances du mal (1996)
- Fulgurances, textes et dessins (1996)
- Journal d'outre-tombe (1998)
- Fax d'outre-tombe (2007)

### Textes
- Interview de Jean-Paul Sartre, Du rôle de l'intellectuel dans le mouvement révolutionnaire (1971)
- Préface à Mille pattes sans tête de François Coupry (1976)
- Préface à Je rêve petit-bourgeois de Michel Cejtlin (1979)
- Préface à Le Soldat Grisaille d'André Grall  éditions Le Signor  1979.
- Préface au Droit de parler de Louis Pauwels (1981)
- Préface à Icônes de l'instant de Patrick Bachellerie (1987)
- Préface à Je défends Barbie de Jacques Vergès (1988)
- Préface aux Poèmes de sans avoir de Jean-Claude Balland (1990)
- Préface à Petites blagues entre amis de Paul Wermus (1996)

### Presse
- Atelier Jean-Edern Hallier[54] (1998)
- L'Idiot International. Une anthologie, collectif (2005)

### Théâtre
- Le Genre humain, texte de Jean-Edern Hallier, mise en scène Henri Ronse, Espace Pierre Cardin, 1976[55].